# Mainfähre Mainstockheim

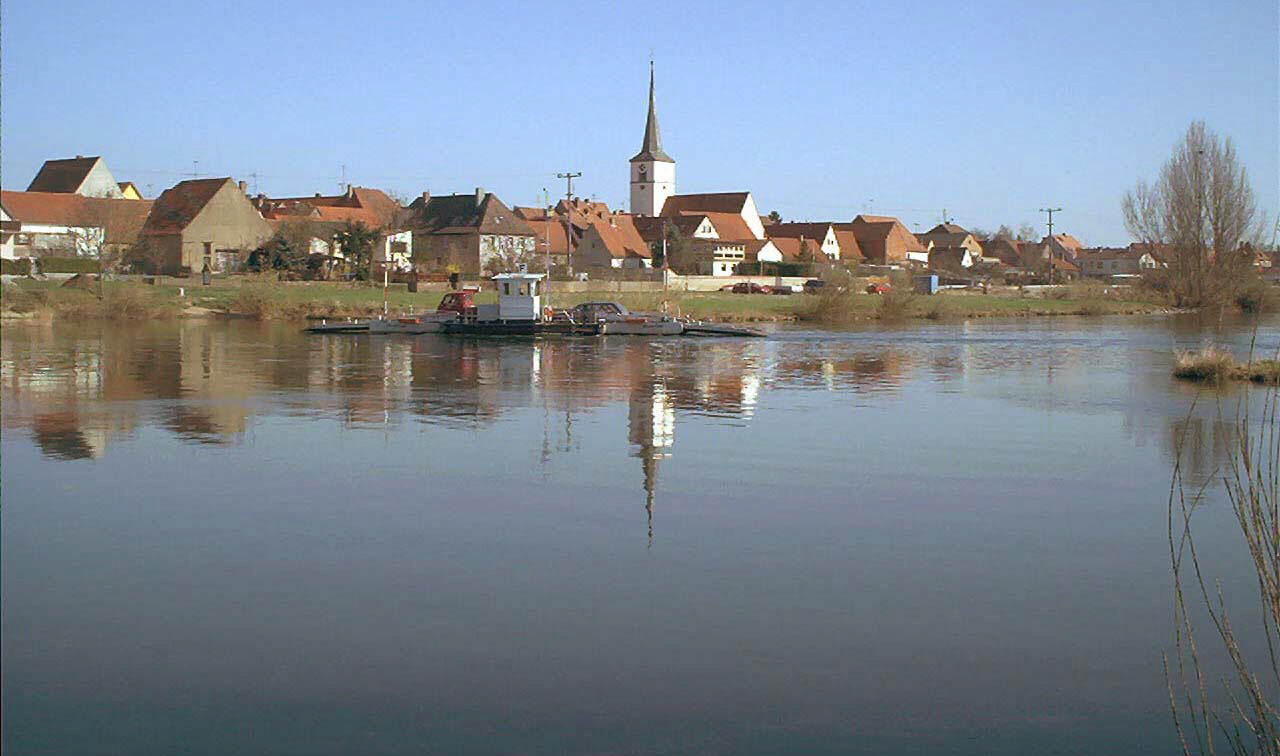
Die Fähre vor Albertshofen

Die Mainfähre Mainstockheim (bis 1978 auch Mainfähre Albertshofen) ist eine frei fahrende Personen-, Radfahrer- und Wagenfähre auf dem Main, die ganzjährig zwischen Mainstockheim und Albertshofen im unterfränkischen Landkreis Kitzingen verkehrt.

## Geschichte

### Mittelalter und Frühe Neuzeit
Die Geschichte der Fähre ist eng mit der der beiden Orte am Main verbunden. Ursprünglich bestand zwischen Albertshofen und Mainstockheim wohl eine Furt, die das leichte Überqueren des Flusses möglich machte. Wahrscheinlich entstanden nur deshalb hier zwei Siedlungen, weil auch der Warenverkehr den Weg über diese Furt nehmen musste. Außerdem waren auch die Besitzungen der Dorfbewohner und ihrer Herren im Früh- und Hochmittelalter verstreut und lagen teilweise auf der anderen Flussseite.
Insbesondere die Dorfherren von Mainstockheim, die Herren von Seinsheim, die Fuchs von Dornheim und das Zisterzienserkloster Ebrach, forcierten einen dauerhaften Übergang über den Main. Am 7. Juli 1357 verkaufte Heinz von Dettelbach die Hälfte der „muelfurt zu meynstockheim“ an das Kitzinger Spital. Zu diesem Zeitpunkt ist also davon auszugehen, dass noch keine Fähre an der Stelle bestand. Die Lage der Furt neben der Mühle vor dem Mainstockheimer Maintor an der Quelle des Riedbachs nahm allerdings den Standort der Fähre vorweg.
Die Fähre wurde erstmals im Jahr 1515 genannt. Der Fährmann Cles Vogler lebte zu diesem Zeitpunkt noch immer innerhalb der dörflichen Befestigung, ein Fährhaus außerhalb der Mauern etablierte sich erst später. Nach dem Deutschen Bauernkrieg von 1525 war Mainstockheim häufigen Herrschaftswechseln ausgesetzt. So erwarb der Ansbacher Markgraf Georg der Fromme am 11. November 1531 einen Teil des Dorfes von den Herren von Seinsheim-Schwarzenberg. Im Vertrag tauchte das Fährhaus und der Fährer Claß Schneider auf.
In der Folgezeit wurden die Rechte und Pflichten des Fährers weiter fixiert. Auf 1535 datiert das Fährrecht des markgräflichen Kastenamtes Kitzingen. Der Mainstockheimer Fährer hatte seine Pacht den Fuchs von Dornheim zu geben und war verpflichtet die Herrschaft, also die Markgrafen, kostenlos überzusetzen. Zugleich standen ihm zusammen mit dem Fährrecht einige Weinberge am Schwarzacher Weg zu. In der Dorfordnung von 1540 legte man die Überfahrtgelder genauer fest.
Die Mainstockheimer Fährer waren ein angesehener Teil der Dorfgemeinschaft, wohl auch, weil die Fähre eine wichtige Institution im markgräflichen Herrschaftsgebiet am Main darstellte. So bekleideten die Fährleute im 16. Jahrhundert meist auch ein weiteres Amt. 1550 wurde der Unterbürgermeister Jorg Pfister genannt, der gleichzeitig die Fähre innehatte. Mit Georg Brauser nannte man 1585 einen Fährmann zum Zentschöffen.
Kurz vor dem Dreißigjährigen Krieg war die Fähre an Conrad Kraft verpachtet worden. Er informierte die Bevölkerung von Mainstockheim im Jahr 1626 darüber, dass er das Fährhaus wegen der drohenden Kriegsgefahr befestigen wollte. Die Obrigkeit lehnte dies ab. Im Jahr 1631 wurde der Fährschelch von den Schweden nach Kitzingen geschafft und die Gemeinde musste um Rückgabe bitten. Der Fährmann Kraft floh 1634 wie viele andere Mainstockheimer nach Dettelbach.
Nach dem Krieg versuchte man einen Ausgleich zwischen dem katholischen Hochstift Würzburg und der evangelischen Markgrafschaft zu finden. So wurde auch das Fährrecht neu geordnet. Seit spätestens 1682 war es Teil der Herrschaft der Fuchs von Dornheim im nahen Mainsondheim, gehörte aber dennoch der Markgrafschaft. So tauchte im Ansbacher Salbuch auch die „Schiff- oder Fährbrücken bei Mainstockheim über den Main (…)“ auf.
Im Jahr 1727 wechselte die Fähre wiederum den Besitzer. Nun waren die Herren von Mauchenheim, genannt Bechtolsheim an die Güter der Fuchs gelangt. Zwischen 1760 und 1780 übernahmen deshalb katholische Fährleute im überwiegend lutherischen Mainstockheim das Fährrecht. 1784 wurde das Fahrhaus durch ein Hochwasser zerstört und musste 1785 durch einen Maurermeister aus Willanzheim wieder aufgebaut werden. Während der Koalitionskriege wurden über die Fähre häufig Soldaten verschiedener Armeen übergesetzt.

### Neuzeit
Diese Durchzüge hielten auch noch während der Zeit des Großherzogtums Würzburg an, das von Napoleons Gnaden gegründet worden war. Anfang Oktober 1805 wurde die Fähre allerdings nach Schwarzenau verlegt, um hier den französischen Konsul Napoleon über den Main zu setzen. Im 19. Jahrhundert saßen viele Beständer aus Albertshofen auf der Fähre. Gegen Kaspar Gemert wurde 1863 Klage erhoben, weil er nachlässig mit seinem Amt umgegangen sein soll.
Der wachsende Verkehr zwang die Mainstockheimer Fährer 1905 dazu, die Nachenfähre mit einer Hochseilanlage auszustatten. Ab 1908 wurde der Nachen an einem Drahtseil geführt, das allerdings mehrere Male riss. Während des Ersten Weltkriegs betrieb die Frau des Fährers die Anlage, weil der Mann im Krieg war. Mit der Verpachtung der Fähre durch Freifrau Sofie von Mauchenheim, genannt Bechtolsheim endete 1921 die Zeit der herrschaftlichen Fähre.
Im Jahr 1957 wurde die Fähre auch vom Ausbau des Mains zur Großschifffahrtsstraße betroffen. Der Mainstockheimer Fährer beklagte sich, dass „die Überfahrt mit der Fährbrücke völlig unmöglich gemacht“ werde. 1958 verkaufte die Familie Mauchenheim die Fähre an die Gemeinden Albertshofen und Mainstockheim. Beide Dörfer führten abwechselnd das Fährrecht. Im Jahr 1959 wurde die Schelchfähre aufgegeben. Stattdessen schaffte man eine Motorfähre an, die auf den Namen Chris-Tina getauft wurde.
Mit den beiden Hochseilsäulen am Mainufer verschwand 1966 der letzte Rest der alten Anlage. 1969 ruhte der Betrieb zeitweise, weil die Fähre gewartet werden musste. Nachdem 1978 das Zuschussgeschäft Fähre von der Gemeinde Mainstockheim in Eigenregie übernommen worden war, plante man eine Zeit lang, an der Stelle eine Brücke zu errichten. Die Pläne wurden allerdings nie realisiert. Heute werden auf der Fähre auch Trauungen abgehalten.

## Technik
Die Technik der Mainstockheimer Fähre war im Laufe der Zeit einigen Veränderungen unterworfen. Zunächst transportierte ein einfacher Schelch Mensch und Tier über den Fluss. Es ist allerdings wahrscheinlich, dass bereits im 16. Jahrhundert die Möglichkeit bestand auch Fuhrwerke über den Main zu bringen. In den Fährordnungen tauchen auch die sogenannten Fährknechte als Hilfsarbeiter des Fährers auf, sodass davon auszugehen ist, dass es sich um einen recht großen Betrieb handelte.
Erst 1905 wurde die Fähre dem wachsenden Verkehr angepasst und als „fliegende Brücke“ mit einem Hochseil ausgestattet. So konnten in kürzerer Zeit mehr Menschen transportiert werden. 1908 erhielt die Fähre statt eines Hanfseils einen Draht, der der Dauerbelastung jedoch mehrfach nicht gewachsen war. Im 20. Jahrhundert nahmen die behördlichen Vorgaben, die die Fähre betrafen mehr und mehr zu und die Anlage wurde auf ihre Verkehrssicherheit überprüft.
Die Hochseilanlage verschwand 1959, als man den verkehrstechnischen Bedürfnissen durch die Anschaffung einer Motorfähre gerecht werden wollte. Das Schiff Chris-Tine wurde nach den damaligen Bürgermeistersgattinnen Justine Uhl (Albertshofen) und Christina Lößlein (Mainstockheim) benannt. Das Schiff wiegt 24 Tonnen und wird von einem Dieselmotor mit 50 PS betrieben.

## Fährleute (Auswahl)
Seit dem 16. Jahrhundert sind die Namen der Fährleute teilweise überliefert. Sie besaßen das Fährrecht, von der Herrschaft gepachtet, meist nur wenige Jahre und stammten aus der näheren Umgebung Mainstockheims.
| Name                   | Erwähnt   | Anmerkungen                                                  |
| ---------------------- | --------- | ------------------------------------------------------------ |
| Cles Vogler            | 1515      | erster überlieferter Fährmann                                |
| Claß Schneider         | 1531      |                                                              |
| Claus Pfister          | 1535      |                                                              |
| Jorg Pfister           | 1550      | auch Unterbürgermeister Mainstockheim                        |
| Michael Sattes         | 1574      | † 10. Februar 1585                                           |
| Valentin Schneider     | 1579      |                                                              |
| Lorenz Hartmann        | 1582      | † 1582                                                       |
| Georg Brauser          | 1585      | auch Zentschöffe, Dorfgerichtsschöffe                        |
| Michael Weber          | 1591      | † 5. April 1592 bei einem Unfall mit der Fähre               |
| Pancratius Hartmann    | 1595      | aus Prichsenstadt                                            |
| Martin Craft           | 1599      | aus Albertshofen, Fährknecht Hans Vogler                     |
| Conrad Kraft           | 1626      | Sohn Martin Craft, später Schulmeister Mainstockheim, † 1659 |
| Johann Neubert         | 1663      |                                                              |
| Philipp Meiser         | 1707      | † 1707                                                       |
| Georg Heinrich Götz    | 1713      |                                                              |
| Georg Rügamer          | 1716–1728 | aus Obereisenheim, † 1728                                    |
| Johann Michael Popp    | 1729      |                                                              |
| Georg Eblein           | 1737      |                                                              |
| Johann Konrad Mäuser   | 1756      |                                                              |
| Johann Simon Umstädter | 1760      |                                                              |
| Johann Andreas Högner  | 1780      |                                                              |
| Kaspar Weiß            | 1784      |                                                              |
| Johann Martin Kirchner | 1790er    |                                                              |
| Michael Popp           | 1817      |                                                              |
| Kaspar Gemert          | 1863      | aus Albertshofen                                             |
| Johann Michael Klein   | 1905      |                                                              |
| Kaspar Will            | 1912      |                                                              |
| Kaspar Krauß           | 1960      |                                                              |